# 賈達基斯

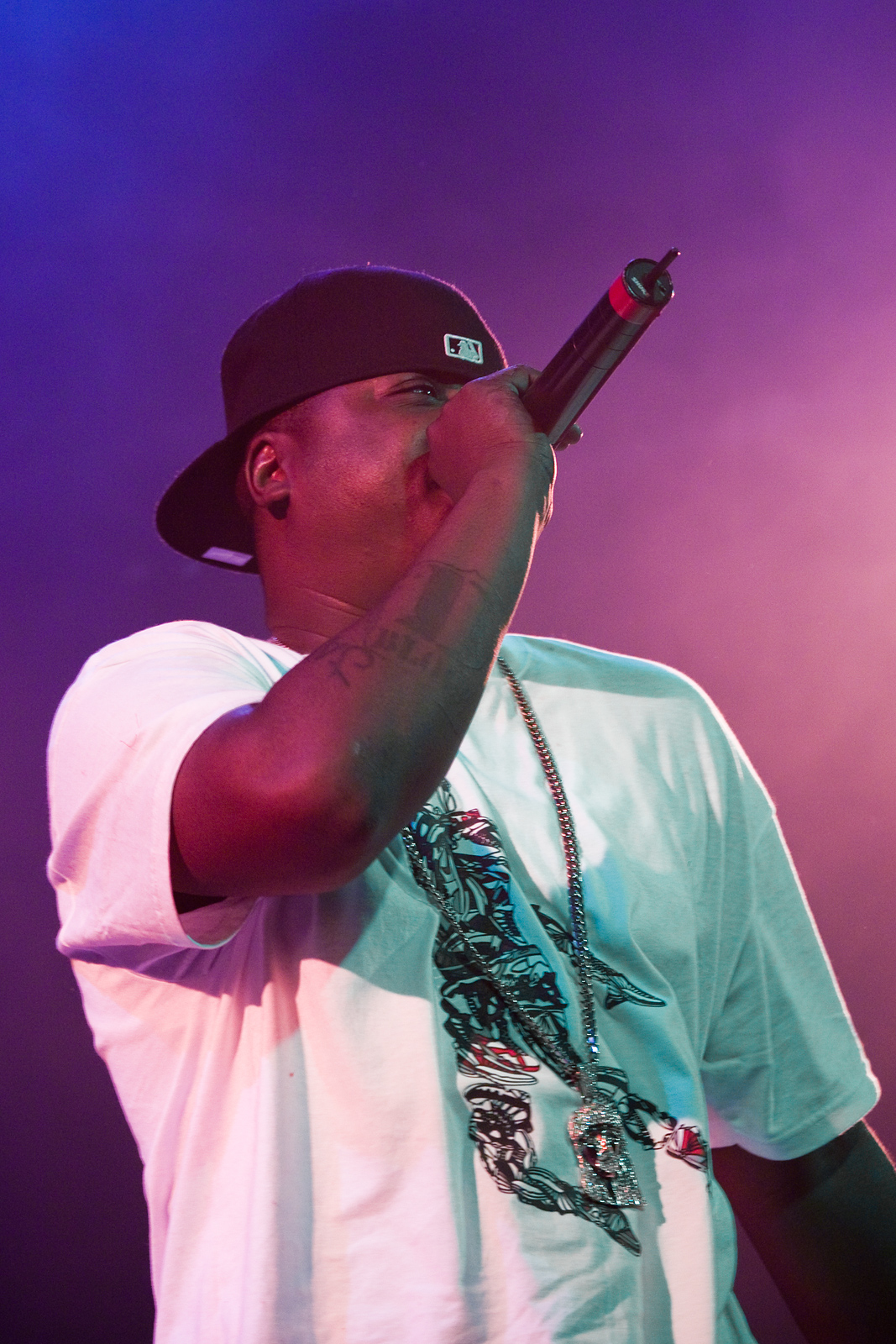
賈達基斯（2009年）

贾森·特伦斯·菲利普斯（英語：Jason Terrance Phillips，1975年5月27日—），艺名賈達基斯（英語：Jadakiss），美國知名黑人饒舌歌手，來自紐約布魯克林區，同時也是嘻哈團體D-Block的成員之一兼股東。他最近簽入傑斯（Jay Z）旗下，成為Roc-A-Fella Records公司的一員。賈達基斯最為人知的綽號為"Kiss"。
賈達基斯以獨特的聲音闖蕩嘻哈界，個人特色為在自己或是與別人演唱的歌曲裡，發出A-Ha的沙啞聲，他也是許多歌手爭相邀請合作的歌手，例如:瑪麗亞·凱莉、珍妮佛·羅培茲。這個特別的聲音已經成為賈達基斯的標準認證指標，而在與傑魯（Ja Rule）合作的單曲"New York"中，賈達基斯表達了對於以五角(50 Cent)為首的G-Unit陣營的不滿聲音，隨後雙方並發生了許多音樂上的互相睥睨。
在2001年與2002年，賈達基斯受邀為體育品牌銳步旗下球星艾倫·艾佛森的球鞋廣告創作長度約為1分鐘的饒舌，這兩雙鞋款分別是Answer V與Answer VI，而艾佛森本人則是在Answer VI這支球鞋廣告中獻唱。賈達基斯並曾在2003年參與電影《蜜糖第一名》(Honey)的客串演出，並與同是D-Block成員的席克·路區演唱電影原聲帶中的歌曲"J-A-D-A"。
沈寂了多年，繼2004年後的專輯，2009年，Jadakiss終於發行了個人第三張專輯，甫推出及獲得好評，許多人以為專輯名稱意味著Kiss即將退休，但Kiss澄清這個傳言，他表示現階段並無退休的想法，並希望以這張專輯帶給歌迷更多、更好品質的音樂。這亦是他加盟傑斯公司以來的第一張專輯。

## 專輯與作品
Solo
- 2001 : 玩完了 (Kiss Tha Game Goodbye)
- 2004 : 死亡之吻 (Kiss Of Death)
- 2009 : 最後之吻 (The Last Kiss)

D-Block
- 1998 : Money, Power & Respect
- 2000 : We Are the Streets
- 2009 : No Security

Solo singles
- 2001: "Knock Yourself Out"
- 2001: "Put Ya Hands Up"
- 2001: "We Gonna Make It" (featuring Styles P.)
- 2004: "Time's Up" (featuring Nate Dogg)
- 2004: "Why" (featuring Anthony Hamilton)
- 2004: "U Make Me Wanna" (featuring Mariah Carey)
- 2009: "By My Side" (featuring Ne-Yo)
- 2009: "Who's Real" (featuring Swizz Beatz & OJ Da Juiceman)
- 2009: "Death Wish" (featuring Lil' Wanye)
- 2009: "Can't Stop Me" (featuringAyanna Irish)

Remix featured
- 2002: "Jenny From The Block" (Jennifer Lopez Remix featuring Jadakiss & Styles P.)
- 2004: "Let Me Love You" (Mario Remix featuring Jadakiss & T.I.)
- 2005: "We Belong Together" (Mariah Carey Remix featuring Jadakiss & Styles P.)
- 2006: "Turn It Up" (Johnta Austin Remix featuring Jadakiss)
- 2007: "Wall To Wall" (Chris Brown Remix featuring Jadakiss)